# باندراني
باندراني هي قرية تقع في جزيرة أنجوان في جزر القمر. بلغ عدد سكانها 760 نسمة حسب إحصاء عام 1991. و1,339 في تقدير عام 2009.